# Daily Planet
El Daily Planet és un periòdic fictici que apareix a l'Univers de DC Comics, especialment en les històries de Superman. El disseny original de l'edifici està basat en l'Old Toronto Star Building, on Joe Shuster, co-creador de Superman, hi havia treballat quan el Toronto Star rebia la denominació de Toronto Planet. El mateix Shuster ha assenyalat que Metropolis, la ciutat on s'ubica el diari, està basada en l'aspecte visual de Toronto. El seu editor en cap és en Perry White i hi treballen Clark Kent, Lois Lane i Jimmy Olsen.
Als còmics, el periòdic se situa al centre de Metropolis, a la cantonada de la Cinquena Avinguda amb Concord Lane. La seua publicació s'enceta el 1775 i George Washington va escriure un editorial per a la primera edició diària. L'aspecte més conegut i representatiu de la seu del Daily Planet és l'enorme globus terraqüi ubicat al més alt de l'edifici.

## Història fictícia

### Pre-crisi
Quan Superman va aparèixer per primera vegada en els còmics (a l'Action Comics #1 de 1938), el seu àlter ego Clark Kent treballava per a un diari anomenat el Daily Star, sota les ordres de l'editor George Taylor. Joe Shuster, co-creador de Superman, el va anomenar així basant-se en el diari canadenc Toronto Daily Star, on Shuster havia treballat com a repartidor de diaris. Durant el curs de l'elecció d'un nom per a la tira còmica es va considerar l'opció de The Daily Globe una combinació dels periòdics Globe and Mail i el mencionat Daily Star, abans d'optar per la versió definitiva.
Quan s'estableix la tira còmica de Superman a la premsa, el diari fictici on treballa el personatge queda definitivament com Dialy Planet, per tal d'evitar un conflicte de noms amb els diaris reals. En Superman # 5, l'Editor és Burt Mason, un home que està decidit a publicar la veritat, fins i tot quan el polític corrupte Alex Evell l'amenaça.
Dins dels multiversos que DC va desplegar entre principis de la dècada dels 60 i mitjans dels 80, el Daily Star va ser el lloc de treball de l'Edat Daurada o versions de "Terra-2" de Clark Kent, Lois Lane i Jimmy Olsen, mentre que el Daily Planet és exclusiu de les versions "Terra-1", corresponents a l'Edat d'Argent dels Còmics. El Clark Kent de Terra-2 esdevindria puntualment editor en cap del Daily Star, una fita que no assoleix en cap moment la seua contrapartida a Terra-1.
En les continuïtats de l'Edat d'Argent i de Bronze, el primer contacte de Clark amb el periòdic arriba quan el reporter (i futur editor) Perry White aplega a Smallville per tal d'escriure sobre la història de Superboy. Allí hi obté una entrevista on el Noi d'Acer revela per primer cop el seu origen extraterrestre, un reportatge que permet a White guanyar el Pulitzer. En els anys universitaris de Clark Kent, White seria nomenat nou editor en cap del Daily Planet, després de la jubilació del seu antecessor, la versió de Terra-1 de George Taylor.
Després de graduar-se a la Universitat de Metròpolis amb la titulació de periodisme, en Clark Kent entra a treballar al Planet, on coneix la Lois Lane. Un temps després, en Jimmy Olsen s'uneix a l'equip.
El 1971, el Daily Planet va ser adquirit per Morgan Edge, president de Galaxy Broadcasting System. Edge va integrar la cadena de televisió WGBS-TV de Metròpolis dins de l'edifici del Daily Planet, i va nomenar a Clark Kent com el presentador dels informatius del vespre. Finalment, Lana Lang, antiga companya d'escola de Kent a Smallville, és contractada com a co-presentadora per aquest mateix programa.
Després de la minisèrie Crisis on Infinite Earths (1985-1986) molts d'aquestos elements, com ara la compra del periòdic per part de Morgan Edge, van ser canviats amb efecte retroactiu, o, directament, eliminats del cànon de Superman.

### Post-Crisis
En el cànon dels còmics moderns, abans que Clark o Lois comencen a treballar al diari, el Daily Planet és propietat de Lex Luthor. Quan Luthor vol vendre'l i comença a escoltar ofertes, en Perry White convenç a un conglomerat internacional, TransNational Enterprises, perquè el compren, a la qual cosa hi accedeixen sempre que White siga l'editor en cap, càrrec que ha ocupat des d'aleshores, tret d'algunes absències puntuals. En Franklin Stern, vell amic de White, va ocupar la plaça de propietari.
El Planet ha viscut temps difícils sota el comandament de Perry White. Hi ha hagut vagues dels treballadors. El mateix edifici, com la resta de la ciutat, va ser destruït durant la història de "La caiguda de Metròpolis". També va patir greus desperfectes després de l'atac de Doomsday. A més a més, Franklin Stern va decidir posar el periòdic a la venda. En Lex Luthor, agreujat per les fortes crítiques que el Planet li dedica a ell i a la seua empresa, l'adquireix i tot seguit el tanca. Luthor acomiada a tots els treballadors tret de Simone D'Neige, Dirk Armstrong, Jimmy Olsen i Lois Lane; i com a revenja final, observa com el globus terraqüi del Planet és abandonat a l'abocador de la ciutat. En el lloc del periòdic hi emergeix "LexCom", una pàgina web de notícies que arreplega la visió de Luthor sobre "el periodisme de qualitat".
Més tard, Lois Lane va acordar amb Luthor que aquest retornava el Planet a Perry pel preu simbòlic d'un dòlar, a canvi que Lane eliminaria la història que vulguera, sense cap pregunta. Ràpidament el diari es va recol·locar, contractant tots els antics treballadors. Un temps després, en Bruce Wayne esdevindrà en el nou propietari del diari.
Durant la història "Y2K", en la qual Metròpolis apareix amb immersa en tecnologia futurista a causa d'un descendent de Brainiac, l'edifici del Daily Planet també "s'actualitzarà" com la resta de la ciutat, i un globus terraqüi hol·logràfic substitueix l'original. Finalment, donats les inestabilitats temporals que causa el virus B13, tot Metròpolis retornarà al seu estat anterior.
En els còmics actuals, així com en altres formats audiovisuals, el Daily Planet es presenta un com un espai noticiari modern, incloent les noves tecnologies multimèdia com la resta dels grans diaris. Els seus reporters tenen accés als equipaments més innovadors, encara que Perry White sovint es decanta per la seua màquina d'escriure. Recentment, es va revelar que en Clark Kent també empra màquina d'escriure atès que els seus poders causen interferències menors als ordinadors.